# Trentepohlia conscripta
Trentepohlia conscripta är en tvåvingeart som beskrevs av Alexander 1949. Trentepohlia conscripta ingår i släktet Trentepohlia och familjen småharkrankar. Inga underarter finns listade i Catalogue of Life.